# Legesse Wolde-Yohannes
Legesse Wolde-Yohannes, né en 1936, est un scientifique éthiopien, docteur en horticulture. Il est co-lauréat du Right Livelihood Award ou prix Nobel alternatif, en 1989 avec Aklilu Lemma pour des travaux sur la bilharziose, maladie qui constitue la seconde endémie parasitaire mondiale après le paludisme selon l’Organisation mondiale de la santé.

## Biographie
Legesse Wolde-Yohannes obtient un doctorat en science horticole à l'université technique de Hanovre, en Allemagne. Il coordonné les recherches sur l’Endod ou Phytolacca dodecandra , à Addis Ababa depuis 1980, développant des méthodes pour son extraction et son application et effectuant des études botaniques appropriées. Il est professeur agrégé de biologie à l'université d'Addis Ababa et occupe le poste de directeur de la Fondation Nationale sur l'Endod. 
Legesse Wolde-Yohannes s’associe en 1974 aux recherches menées par Aklilu Lemma, au sein de l'équipe qu’il dirige à l’institut de pathobiologie de l'université d'Addis Ababa, et qu’il a créée en 1966.
Legesse Wolde-Yohannes publie des articles sur la culture de l’Endod et son extraction, l’étude des sols, la nutrition des plantes et est coauteur d'un manuel sur l'utilisation d'Endod. Il a également organisé des conférences nationales et internationales, ainsi que des ateliers sur l’utilisation de l’Endod dans la lutte contre la bilharziose et a mené à bien plusieurs missions de consultation de l'OMS en Afrique, aux États-Unis, au Canada et en Europe relatifs à l'utilisation de l'Endod dans des programmes sur son utilisation contre la schistosomiase et les programmes de contrôle des moules zèbrées. 
En novembre 1989, Legesse Wolde-Yohannes et Aklilu Lemma reçoivent le Right Livelihood Award, ou prix Nobel alternatif, pour leurs travaux sur l'endod et la lutte contre la bilharziose.
Legesse Wolde-Yohannes reçoit la médaille d'or de l'université d'Oslo, en Norvège en 1989 et la médaille d’or et le certificat du mérite de l'université d'Addis Ababa en 2000. 
Depuis 1999 le Dr. Legesse Wolde-Yohannes est conseiller national sur l'Endod et les plantes médicinales de la société privée Ethio Agri-CEFT. Il participe à promouvoir des études botaniques sur l'Endod et d'autres plantes médicinales dans le but d’aboutir d’aboutir à une production à grande échelle sur les plans national et international locale.